# Revolutionaire Partij van Nationale Eenwording
De Revolutionaire Partij van Nationale Eenwording (Spaans: Partido Revolucionario de la Unificación Nacional, PRUN) was een Mexicaanse politieke partij die bestond van 1939 tot 1949.
De partij werd opgericht op 25 juli 1939 om de presidentscampagne van generaal Juan Andrew Almazán te ondersteunen. Almazán verzette zich tegen het hervormingsbeleid van president Lázaro Cárdenas en wist al snel verschillende conservatieve en rechtse krachten achter zich te verzamelen. Organisator van de partij was Gilberto Valenzuela en de PRUN werd verder gesteund door Luis N. Morones van de Arbeiderspartij (PL), Porfirio Jiménez Calleja van de Nationale Agraristische Partij (PNA) en Juan Landerreche van de Nationale Actiepartij (PAN). Ook enkele leden van de rechtervleugel van de regerende Partij van de Mexicaanse Revolutie (PRM) liepen over naar de PRUN.
De presidentsverkiezinggen op 7 juli 1940 werden gewonnen door PRM-kandidaat Manuel Ávila Camacho, maar de PRUN meende dat er "gigantische verkiezingsfraude" had plaatsgevonden (iets wat in de postuum nagelaten memoires van PRM-politicus Gonzalo N. Santos werd bevestigd). Met meer dan driehonderd doden was het de gewelddadigste verkiezing uit de Mexicaanse geschiedenis. In het najaar braken er op verschillende plaatsen in het land Almazanistische opstandjes uit, en Almazán en de PRUN bereidden een grootschalige opstand voor. Nadat de Amerikaanse president Franklin D. Roosevelt uit vrees voor het fascisme echter te kennen gaf Mexico bij te zullen staan tegen een Almazanistische opstand, bedacht Almazán zich en ontvluchtte het land, waarna de PRUN uiteenviel.
Hoewel de PRUN slechts kort heeft bestaan heeft ze toch een zekere rol gespeeld in het verloop van de Mexicaanse verkiezingen. Zo had de snel groeiende populariteit ertoe geleid dat de Mexicaanse regering uitvoering van het vrouwenkiesrecht uitstelde, vrezend dat de als conservatief bekendstaande Mexicaanse vrouwen massaal op de PRUN zouden stemmen. Bovendien leidde de populariteit van de PRUN ertoe dat Cárdenas besloot de meer gematigde Ávila Camacho aan te wijzen als presidentskandidaat in plaats van de veel linksere Francisco J. Múgica.
PAN · PRI · PVEM · PT · MC · Morena